# Formel-750-Saison 1974
Die Formel-750-Saison 1974 war die zweite in der Geschichte der Formel-750-Meisterschaft und wurde zum zweiten Mal von der FIM als Preis der FIM veranstaltet.
Es wurden drei Rennen ausgetragen.

## Punkteverteilung
| Punktewertung | Punktewertung | Punktewertung | Punktewertung | Punktewertung | Punktewertung | Punktewertung | Punktewertung | Punktewertung | Punktewertung | Punktewertung |
| ------------- | ------------- | ------------- | ------------- | ------------- | ------------- | ------------- | ------------- | ------------- | ------------- | ------------- |
| Platz         | 1             | 2             | 3             | 4             | 5             | 6             | 7             | 8             | 9             | 10            |
| Punkte        | 15            | 12            | 10            | 8             | 6             | 5             | 4             | 3             | 2             | 1             |

In die Wertung kamen alle erzielten Resultate.

## Rennergebnisse
|   | Datum  | Rennen         | Strecke     | Platz 1         | Platz 2      | Platz 3        |
| - | ------ | -------------- | ----------- | --------------- | ------------ | -------------- |
| 1 | 26.05. | Spanien        | Jarama      | John Dodds      | Jack Findlay | Víctor Palomo  |
| 2 | 31.07. | Finnland       | Hämeenlinna | Pentti Korhonen | Patrick Pons | Pentti Salonen |
| 3 | 11.08. | Großbritannien | Silverstone | Paul Smart      | Yvon Duhamel | Patrick Pons   |

## Fahrerwertung
| 1  | John Dodds          | Yamaha TZ 750 | 27 |
| 2  | Patrick Pons        | Yamaha        | 22 |
| 3  | Jack Findlay        | Suzuki TR 750 | 16 |
| 4  | Pentti Korhonen     | Yamaha        | 15 |
|    | Paul Smart          | Suzuki        | 15 |
| 6  | Yvon Duhamel        | Kawasaki H2R  | 12 |
| 7  | Víctor Palomo       | Ducati        | 10 |
|    | Pentti Salonen      | Yamaha        | 10 |
| 9  | Hans Mühlebach      | Yamaha        | 8  |
|    | Pekka Nurmi         | Yamaha        | 8  |
|    | Stan Woods          | Suzuki        | 8  |
| 12 | Jean-Philippe Orban | Yamaha        | 6  |

| 13 | Guido Mandracci   | Suzuki   | 5 |
|    | Eero Hyvärinen    | Yamaha   | 5 |
|    | Tony Rutter       | Kawasaki | 5 |
| 16 | José Maria Palomo | Norton   | 4 |
|    | Billie Nelson (†) | Yamaha   | 4 |
| 18 | Kjell Solberg     | Yamaha   | 3 |
|    | John Williams     | Yamaha   | 3 |
| 20 | Ingemar Larsson   | Yamaha   | 2 |
|    | Steve Manship     | Yamaha   | 2 |
| 22 | Tom Herron        | Yamaha   | 1 |
|    | Dieter Braun      | Yamaha   | 1 |

## Konstrukteurswertung
| 1 | Yamaha   | 40 |
| 2 | Suzuki   | 27 |
| 3 | Kawasaki | 12 |
| 4 | Ducati   | 10 |
| 5 | Norton   | 4  |

(Die Konstrukteurswertung ist nicht offiziell, es wurde kein Herstellertitel vergeben)

## Verweise